# UEFA-Pokal 1987/88
Der UEFA-Pokal 1987/88 war die 17. Auflage des Wettbewerbs und wurde von Bayer 04 Leverkusen gegen Español Barcelona gewonnen, nachdem die von Erich Ribbeck trainierte Mannschaft das Final-Hinspiel mit 0:3 verloren hatte und die Entscheidung im Rückspiel erst im Elfmeterschießen fiel.
Weitere Teilnehmer aus der BR Deutschland waren Borussia Mönchengladbach, Borussia Dortmund und Werder Bremen. Aus der DDR spielten Dynamo Dresden und die BSG Wismut Aue. Die Schweiz entsandte den Grasshopper Club Zürich und den FC Sion in den Wettbewerb, Österreich war mit dem Linzer ASK, FC Admira/Wacker und FK Austria Wien vertreten.
Nach der Katastrophe von Heysel 1985 waren englische Mannschaften für eine Teilnahme am Wettbewerb gesperrt.

## Modus
Es wurden insgesamt sechs Runden in Hin- und Rückspielen ausgetragen. Bei Torgleichstand entschied zunächst die Anzahl der auswärts erzielten Tore, danach eine Verlängerung und abschließend erst das Elfmeterschießen.

## 1. Runde
|                          | Gesamt    |                      | Hinspiel | Rückspiel |
| ------------------------ | --------- | -------------------- | -------- | --------- |
| Celtic Glasgow           | 2:3       | Borussia Dortmund    | 2:1      | 0:2       |
| FK Austria Wien          | 1:5       | Bayer 04 Leverkusen  | 0:0      | 1:5       |
| Mjøndalen IF             | 1:5       | Werder Bremen        | 0:5      | 1:0       |
| Bohemians Dublin         | 0:1       | FC Aberdeen          | 0:0      | 0:1       |
| Sportul Studențesc       | 3:1       | GKS Katowice         | 1:0      | 2:1       |
| Honvéd Budapest          | 1:0       | SC Lokeren           | 1:0      | 0:0       |
| EPA Larnaka              | 0:4       | AS Victoria Bukarest | 0:1      | 0:3       |
| KS Flamurtari Vlora      | 3:2       | FK Partizan Belgrad  | 2:0      | 1:2       |
| Sporting Gijón           | 1:3       | AC Mailand           | 1:0      | 0:3       |
| FC Valletta              | 0:7       | Juventus Turin       | 0:4      | 0:3       |
| Universitatea Craiova    | (a)4:4(a) | GD Chaves            | 3:2      | 1:2       |
| Roter Stern Belgrad      | 5:2       | FK Trakia Plowdiw    | 3:0      | 2:2       |
| FC Toulouse              | 6:1       | Panionios Athen      | 5:1      | 1:0       |
| Beşiktaş Istanbul        | 1:3       | Inter Mailand        | 0:0      | 1:3       |
| FK Velež Mostar          | 5:3       | FC Sion              | 5:0      | 0:3       |
| Coleraine FC             | 1:4       | Dundee United        | 0:1      | 1:3       |
| Spartak Moskau           | 3:1       | Dynamo Dresden       | 3:0      | 0:1       |
| TJ Vítkovice             | 3:1       | AIK Solna            | 1:1      | 2:0       |
| Turku PS                 | 2:1       | FC Admira/Wacker     | 0:1      | 2:0       |
| Brøndby IF               | 2:1       | IFK Göteborg         | 2:1      | 0:0       |
| Zenit Leningrad          | 2:5       | FC Brügge            | 2:0      | 0:5       |
| Pogoń Stettin            | 2:4       | Hellas Verona        | 1:1      | 1:3       |
| FC Barcelona             | 2:1       | Belenenses Lissabon  | 2:0      | 0:1       |
| BSG Wismut Aue           | (a)1:1(a) | Valur Reykjavík      | 0:0      | 1:1       |
| Linzer ASK               | 0:2       | FC Utrecht           | 0:0      | 0:2       |
| Borussia Mönchengladbach | 1:5       | Español Barcelona    | 0:1      | 1:4       |
| Tatabányai Bányász SC    | 1:2       | Vitória Guimarães    | 1:1      | 0:1       |
| Grasshopper Club Zürich  | 0:5       | FK Dynamo Moskau     | 0:1      | 0:4       |
| Feyenoord Rotterdam      | 10:20     | Spora Luxemburg      | 5:0      | 5:2       |
| KSK Beveren              | 2:1       | Bohemians ČKD Prag   | 2:0      | 0:1       |
| Panathinaikos Athen      | 4:3       | AJ Auxerre           | 2:0      | 2:3       |
| Lokomotive Sofia         | 3:4       | Dinamo Tiflis        | 3:1      | 0:3       |

## 2. Runde
|                      | Gesamt          |                     | Hinspiel | Rückspiel |
| -------------------- | --------------- | ------------------- | -------- | --------- |
| Borussia Dortmund    | 3:2             | FK Velež Mostar     | 2:0      | 1:2       |
| FC Barcelona         | 2:0             | FK Dynamo Moskau    | 2:0      | 0:0       |
| FC Toulouse          | 1:2             | Bayer 04 Leverkusen | 1:1      | 0:1       |
| Panathinaikos Athen  | (a)3:3(a)       | Juventus Turin      | 1:0      | 2:3       |
| Roter Stern Belgrad  | 3:5             | FC Brügge           | 3:1      | 0:4       |
| Dundee United        | 2:3             | TJ Vítkovice        | 1:2      | 1:1       |
| Brøndby IF           | 3:3 (0:3 i. E.) | Sportul Studențesc  | 3:0      | 0:3 n. V. |
| Inter Mailand        | 2:1             | Turku PS            | 0:1      | 2:0       |
| Vitória Guimarães    | 1:1 (5:4 i. E.) | KSK Beveren         | 1:0      | 0:1 n. V. |
| AC Mailand           | 0:2             | Español Barcelona   | 0:2      | 0:0       |
| BSG Wismut Aue       | 1:2             | KS Flamurtari Vlora | 1:0      | 0:2       |
| FC Aberdeen          | (a)2:2(a)       | Feyenoord Rotterdam | 2:1      | 0:1       |
| GD Chaves            | 2:5             | Honvéd Budapest     | 1:2      | 1:3       |
| FC Utrecht           | 2:3             | Hellas Verona       | 1:1      | 1:2       |
| AS Victoria Bukarest | 1:2             | Dinamo Tiflis       | 1:2      | 0:0       |
| Spartak Moskau       | 6:7             | Werder Bremen       | 4:1      | 2:6 n. V. |

## 3. Runde
|                     | Gesamt          |                     | Hinspiel | Rückspiel |
| ------------------- | --------------- | ------------------- | -------- | --------- |
| Werder Bremen       | 3:2             | Dinamo Tiflis       | 2:1      | 1:1       |
| Hellas Verona       | 4:1             | Sportul Studențesc  | 3:1      | 1:0       |
| Borussia Dortmund   | 3:5             | FC Brügge           | 3:0      | 0:5 n. V. |
| Honvéd Budapest     | 6:7             | Panathinaikos Athen | 5:2      | 1:5       |
| Feyenoord Rotterdam | 2:3             | Bayer 04 Leverkusen | 2:2      | 0:1       |
| FC Barcelona        | 4:2             | KS Flamurtari Vlora | 4:1      | 0:1       |
| Vitória Guimarães   | 2:2 (4:5 i. E.) | TJ Vítkovice        | 2:0      | 0:2 n. V. |
| Inter Mailand       | 1:2             | Español Barcelona   | 1:1      | 0:1       |

## Viertelfinale
|                     | Gesamt |               | Hinspiel | Rückspiel |
| ------------------- | ------ | ------------- | -------- | --------- |
| Español Barcelona   | 2:0    | TJ Vítkovice  | 2:0      | 0:0       |
| Panathinaikos Athen | 2:3    | FC Brügge     | 2:2      | 0:1       |
| Bayer 04 Leverkusen | 1:0    | FC Barcelona  | 0:0      | 1:0       |
| Hellas Verona       | 1:2    | Werder Bremen | 0:1      | 1:1       |

## Halbfinale
|                     | Gesamt |                   | Hinspiel | Rückspiel |
| ------------------- | ------ | ----------------- | -------- | --------- |
| FC Brügge           | 2:3    | Español Barcelona | 2:0      | 0:3 n. V. |
| Bayer 04 Leverkusen | 1:0    | Werder Bremen     | 1:0      | 0:0       |

## Finale

### Hinspiel
| Español Barcelona                                 | Español Barcelona | Bayer 04 Leverkusen | Bayer 04 Leverkusen | Aufstellung                                             |
| ------------------------------------------------- | --- | --- | ------------------- | ------------------------------------------------------- |
| Español Barcelona                                 | \| 4. Mai 1988 in Barcelona (Estadi Sarrià) \| \| Ergebnis: 3:0 (1:0) \| \| Zuschauer: 42.000 \| \| Schiedsrichter: Dušan Krchňák ( Tschechoslowakei) \|                                                                                | \| 4. Mai 1988 in Barcelona (Estadi Sarrià) \| \| Ergebnis: 3:0 (1:0) \| \| Zuschauer: 42.000 \| \| Schiedsrichter: Dušan Krchňák ( Tschechoslowakei) \|                                                                                             | Bayer 04 Leverkusen | Aufstellung Español Barcelona gegen Bayer 04 Leverkusen |
| Español Barcelona                                 | Thomas N’Kono – Job, Miguel Ángel, José María Gallart – Miquel Soler, Diego Orejuela (66. Joan Golobart), Santiago Urquiaga, Iñaki – Ernesto Valverde, Pichi Alonso (69. John Lauridsen), Sebastián Losada Cheftrainer: Javier Clemente | Rüdiger Vollborn – Wolfgang Rolff , Jean-Pierre de Keyser, Alois Reinhardt, Florian Hinterberger – Cha Bum-kun (18. Falko Götz), Andrzej Buncol, Ralf Falkenmayer (75. Knut Reinhardt), Tita – Herbert Waas, Klaus Täuber Cheftrainer: Erich Ribbeck | Bayer 04 Leverkusen | Aufstellung Español Barcelona gegen Bayer 04 Leverkusen |
| Español Barcelona                                 | 1:0 Sebastián Losada (45.) 2:0 Miquel Soler (49.) 3:0 Sebastián Losada (56.) | | Bayer 04 Leverkusen | Aufstellung Español Barcelona gegen Bayer 04 Leverkusen |
| 4. Mai 1988 in Barcelona (Estadi Sarrià)          | | |                     |                                                         |
| Ergebnis: 3:0 (1:0)                               | | |                     |                                                         |
| Zuschauer: 42.000                                 | | |                     |                                                         |
| Schiedsrichter: Dušan Krchňák ( Tschechoslowakei) | | |                     |                                                         |

### Rückspiel
| Bayer 04 Leverkusen                                   | Bayer 04 Leverkusen | Español Barcelona | Español Barcelona | Aufstellung                                             |
| ----------------------------------------------------- | --- | --- | ----------------- | ------------------------------------------------------- |
| Bayer 04 Leverkusen                                   | \| 18. Mai 1988 in Leverkusen (Ulrich-Haberland-Stadion) \| \| Ergebnis: 3:0 n. V. (3:0, 0:0), 3:2 i. E. \| \| Zuschauer: 22.000 \| \| Schiedsrichter: Jan Keizer ( Niederlande) \|                                                        | \| 18. Mai 1988 in Leverkusen (Ulrich-Haberland-Stadion) \| \| Ergebnis: 3:0 n. V. (3:0, 0:0), 3:2 i. E. \| \| Zuschauer: 22.000 \| \| Schiedsrichter: Jan Keizer ( Niederlande) \|                                                                  | Español Barcelona | Aufstellung Bayer 04 Leverkusen gegen Español Barcelona |
| Bayer 04 Leverkusen                                   | Rüdiger Vollborn – Wolfgang Rolff , Erich Seckler, Alois Reinhardt, Knut Reinhardt – Christian Schreier (46. Herbert Waas), Andrzej Buncol, Ralf Falkenmayer – Cha Bum-kun, Falko Götz, Tita (62. Klaus Täuber) Cheftrainer: Erich Ribbeck | Thomas N’Kono – Job, José María Gallart, Miguel Ángel, Santiago Urquiaga – Iñaki, Diego Orejuela (66. José Javier Zubillaga Martínez), Joan Golobart (73. Manuel Zúñiga), Miquel Soler – Pichi Alonso, Sebastián Losada Cheftrainer: Javier Clemente | Español Barcelona | Aufstellung Bayer 04 Leverkusen gegen Español Barcelona |
| Bayer 04 Leverkusen                                   | 1:0 Tita (57.) 2:0 Falko Götz (63.) 3:0 Cha Bum-kun (81.) | | Español Barcelona | Aufstellung Bayer 04 Leverkusen gegen Español Barcelona |
| Bayer 04 Leverkusen                                   | Elfmeterschießen | | Español Barcelona | Aufstellung Bayer 04 Leverkusen gegen Español Barcelona |
| Bayer 04 Leverkusen                                   | N’Kono hält gegen Ralf Falkenmayer 1:2 Wolfgang Rolff 2:2 Herbert Waas 3:2 Klaus Täuber | 0:1 Pichi Alonso 0:2 Job Santiago Urquiaga an die Latte Vollborn hält gegen Manuel Zúñiga Sebastián Losada über das Tor | Español Barcelona | Aufstellung Bayer 04 Leverkusen gegen Español Barcelona |
| Bayer 04 Leverkusen                                   | Alois Reinhardt, Knut Reinhardt | Santiago Urquiaga | Español Barcelona | Aufstellung Bayer 04 Leverkusen gegen Español Barcelona |
| 18. Mai 1988 in Leverkusen (Ulrich-Haberland-Stadion) | | |                   |                                                         |
| Ergebnis: 3:0 n. V. (3:0, 0:0), 3:2 i. E.             | | |                   |                                                         |
| Zuschauer: 22.000                                     | | |                   |                                                         |
| Schiedsrichter: Jan Keizer ( Niederlande)             | | |                   |                                                         |

## Beste Torschützen
| Rang | Spieler              | Klub                | Tore |
| ---- | -------------------- | ------------------- | ---- |
| 1    | Dimitrios Saravakos  | Panathinaikos Athen | 6    |
|      | Kálmán Kovács        | Honvéd Budapest     | 6    |
|      | Kenneth Brylle       | FC Brügge           | 6    |
| 4    | Preben Elkjær Larsen | Hellas Verona       | 5    |
|      | Jan Ceulemans        | FC Brügge           | 5    |